# 绥棱林业局
绥棱林业局，又称绥棱重点国有林管理局，是一个位于中华人民共和国黑龙江省绥化市绥棱县的类似乡级单位，亦是中国龙江森林工业集团（黑龙江省森林工业总局）所属的一个林业局，分属松花江林业管理局。
绥棱林业局始建于1948年，位于小兴安岭西南麓。全局总面积215,090公顷，其中有林地面积166,791.8公顷，森林总蓄积1602万立方米，森林覆被率78.4%。

## 行政区划
绥棱林业局下辖以下单位：
街政第一社区、街政第二社区、街政第三社区、街政第四社区、街政第五社区、五四林场、八二经营所、义气松实验林场、北股流林场、东风林场、七一经营所、建兴经营所、西北河经营所、跃进林场、八一林场、五一经营所、六棵松森调队、东股流林场、老股流林场、五道河农场、张家湾农场。